# 형세판단
형세판단(形勢判斷)은 바둑에서 대국 도중의 상황을 평가해 어느 대국자가 어느 정도 우세 한지를 판단하는 것을 의미한다.